# Tabernaemontana corymbosa
Tabernaemontana corymbosa es una especie de planta fanerógama perteneciente a la familia Apocynaceae. Se encuentra en Brunéi, China, Indonesia, Laos, Malasia, Birmania, Singapur, Tailandia, y Vietnam. 

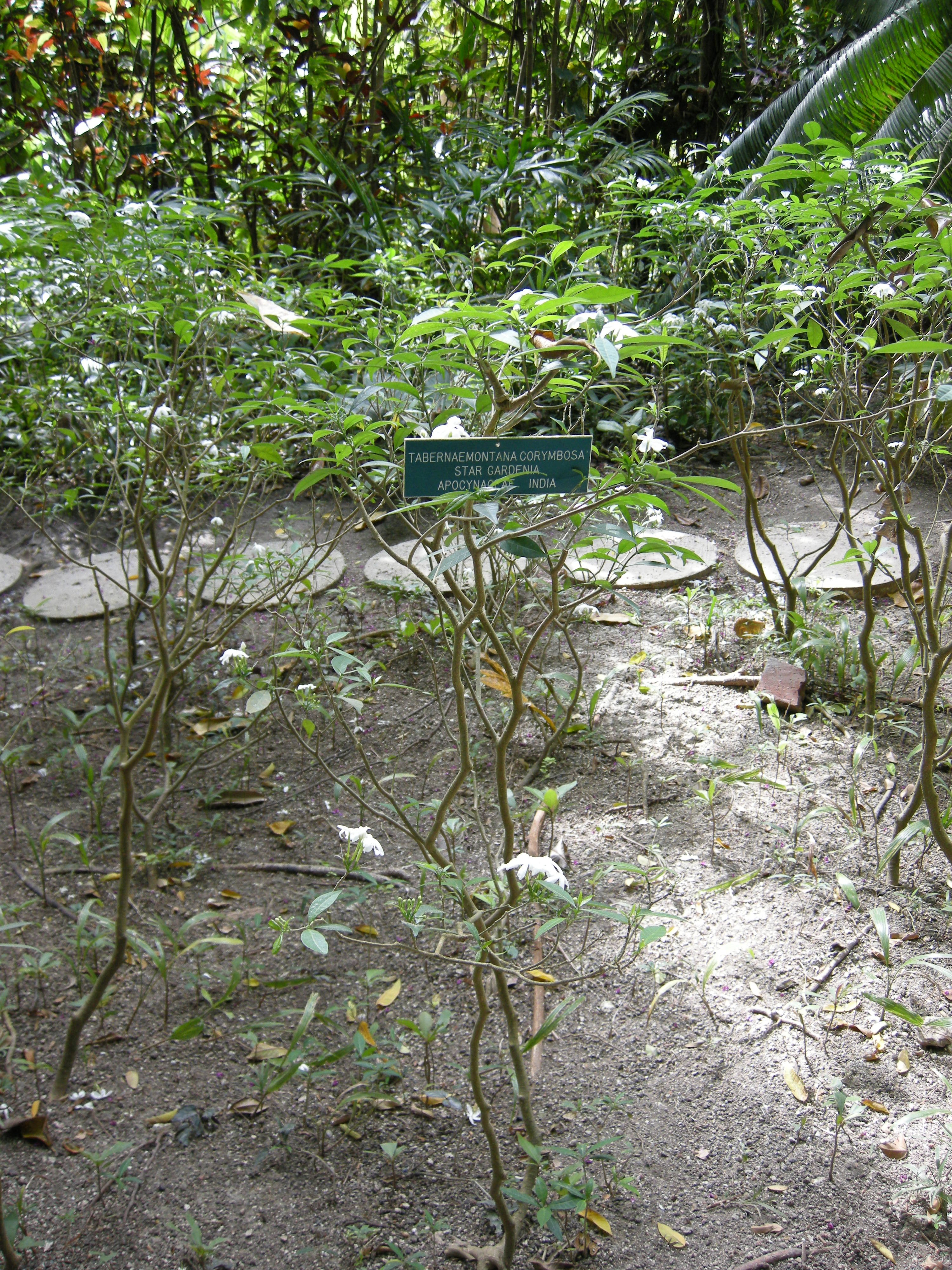
Vista de la planta

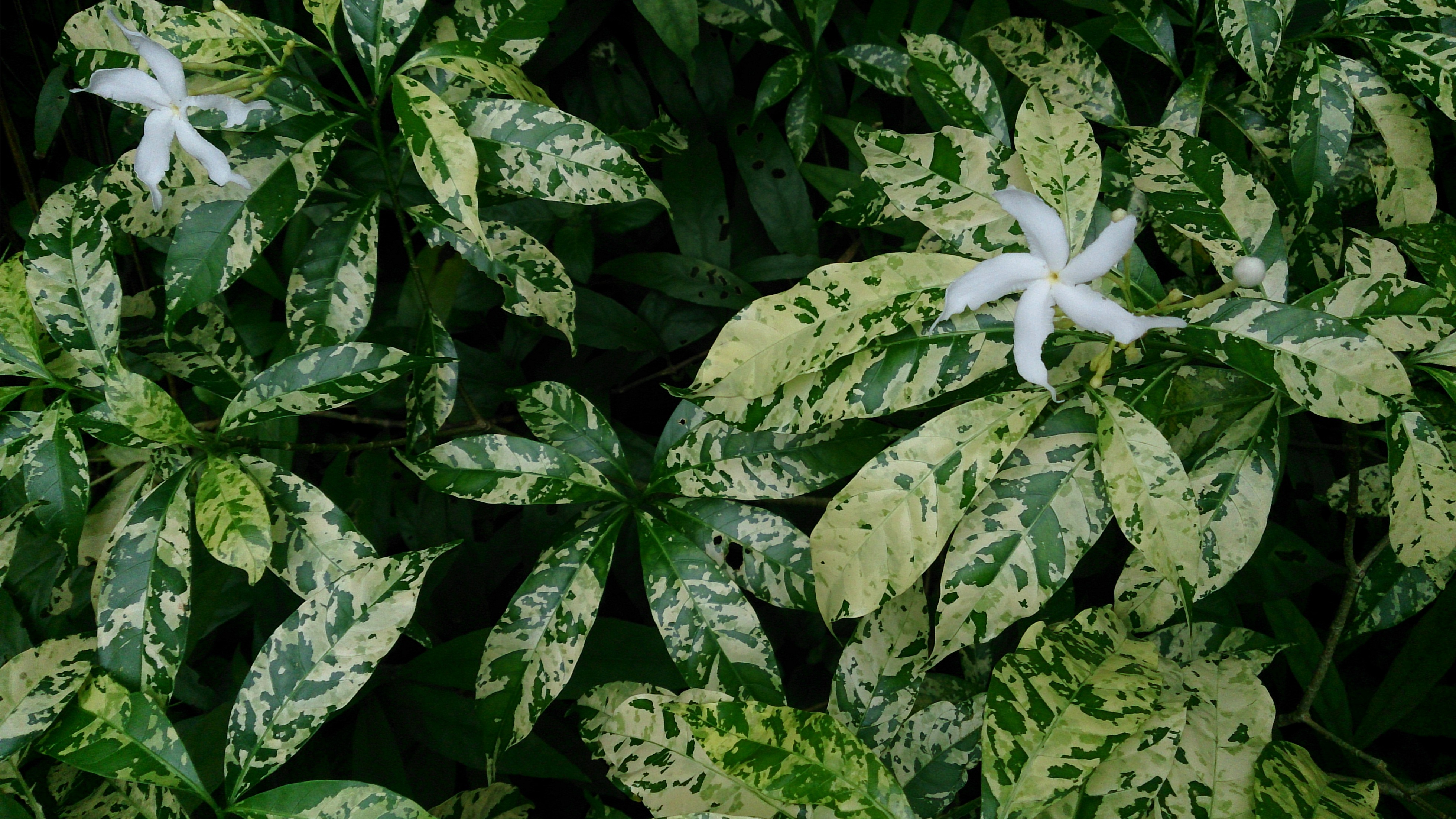
Hojas

## Taxonomía
Tabernaemontana corymbosa fue descrito por Roxb. ex Wall. y publicado en Edwards's Botanical Register 15:sub pl. 1273. 1829.
Etimología
Tabernaemontana: nombre genérico otorgado en honor de Jacob Theodor von Bergzabern (1520-1590). El siguiente es del Diccionario Etimológico de Nombres de Plantas de Stearn:. "... El médico personal del Conde de Palatino en Heidelberg, Alemania Occidental, latinizado con el nombre como Tabernaemontanus (que significa Tavern en las montañas).
corymbosa: epíteto latíno que significa "con corimbo".
Sinonimia
- Ervatamia baviensis (Pit.) Pichon
- Ervatamia chinensis (Merr.) Tsiang
- Ervatamia continentalis Tsiang
- Ervatamia continentalis var. pubiflora Tsiang
- Ervatamia corymbosa (Roxb. ex Wall.) King & Gamble
- Ervatamia corymbosa var. pubescens King & Gamble
- Ervatamia hirta (Hook.f.) King & Gamble
- Ervatamia inaequalifolia (Lütjeh. & Ooststr.) Pichon
- Ervatamia jasminiflora Ridl.
- Ervatamia kwangsiensis Tsiang
- Ervatamia kweichowensis Tsiang
- Ervatamia lamdongensis Lý
- Ervatamia laotica (Pit.) Pichon
- Ervatamia pauciflora Ridl.
- Ervatamia pauciflora var. minor Ridl.
- Ervatamia phuongii Lý
- Ervatamia tenuiflora Tsiang
- Ervatamia yunnanensis Tsiang
- Ervatamia yunnanensis var. heterosepala Tsiang
- Pagiantha corymbosa (Roxb. ex Wall.) Markgr.
- Pagiantha peninsularis Kerr
- Pseudixora sumatrana Miq.
- Randia sumatrana (Miq.) Miq.
- Tabernaemontana baviensis Pit.
- Tabernaemontana carinata Lütjeh. & Ooststr.
- Tabernaemontana chinensis Merr.
- Tabernaemontana continentalis (Tsiang) P.T.Li
- Tabernaemontana continentalis var. pubiflora (Tsiang) P.T.Li
- Tabernaemontana cymulosa Miq.
- Tabernaemontana hirta Hook.f.
- Tabernaemontana inaequalifolia Lütjeh. & Ooststr.
- Tabernaemontana kwangsiensis (Tsiang) P.T.Li
- Tabernaemontana kweichowensis (Tsiang) P.T.Li
- Tabernaemontana laotica Pit.
- Tabernaemontana peninsularis (Kerr) P.T.Li
- Tabernaemontana pubituba Merr.
- Tabernaemontana sumatrana (Miq.) Hallier f.
- Tabernaemontana sumatrana Merr.
- Tabernaemontana tsiangiana P.T.Li
- Tabernaemontana yunnanensis (Tsiang) P.T.Li
- Tabernaemontana yunnanensis var. heterosepala (Tsiang) P.T.Li[5]